# Gamebryo
Gamebryo, conosciuto fino al 2003 come NetImmerse Engine, è un motore grafico per videogiochi realizzato da Numerical Design Limited.
Si tratta di un motore molto utilizzato a partire dagli anni 2000, da più case sviluppatrici come Bethesda Softworks, 2K Games e Ubisoft.

## Sviluppo
Il primo nucleo di architettura del Gamebryo, ebbe inizio nel 1997, quando il suo nome era ancora NetImmerse Engine. Le sue qualità erano quelle di essere un motore grafico programmato per facilitare e semplificare lo sviluppo di videogiochi, con un'elevata flessibilità e versatilità e con un tempo di sviluppo relativamente corto.

### Versione 1.0/1.2
Il miglioramento principale a questa versione del motore furono le animazioni. Il sistema di animazioni è stato completamente rivisto per garantire comportamenti più sofisticati con un minor numero di sequenze di animazione. Molte altre funzionalità e miglioramenti sono stati aggiunti come un aumento totale delle prestazioni, miglioramenti al sistema di collisione tra i modelli poligonali e una miglior gestione degli effetti particellari.
Piattaforme compatibili con Gamebryo 1.2 o superiore:
| Gamebryo 1.2      |
| ----------------- |
| Windows           |
| Xbox              |
| Nintendo GameCube |
| PlayStation 2     |

Giochi che utilizzano Gamebryo 1.2 o superiore:
| Titolo                           | Anno | Piattaforma/e           | Sviluppo             | Pubblicazione                            |
| -------------------------------- | ---- | ----------------------- | -------------------- | ---------------------------------------- |
| Dark Age of Camelot              | 2001 | PC                      | Mythic Entertainment | Vivendi Universal Games                  |
| The Elder Scrolls III: Morrowind | 2002 | PC, Xbox                | Bethesda Softworks   | Ubisoft                                  |
| Zoo Tycoon 2                     | 2004 | PC                      | Blue Fang Games      | Microsoft Game Studios                   |
| Sid Meier's Pirates!             | 2004 | PC, Xbox                | Firaxis              | 2K Games/Atari                           |
| Empire Earth II                  | 2005 | PC                      | Mad Doc Software     | Sierra Entertainment                     |
| Freedom Force vs The 3rd Reich   | 2005 | PC                      | Irrational Games     | Vivendi Universal Games                  |
| Sid Meier's Civilization IV      | 2005 | PC, Mac                 | Firaxis              | 2K Games                                 |
| Playboy: The Mansion             | 2005 | PlayStation 2, Xbox, PC | Cyberlore Studios    | Arush Entertainment/Groove Games/Ubisoft |

### Versione 2.6
Questa versione del motore grafico è stata pesantemente aggiornata per fare uso di tecnologie come soft shadows, normal mapping, speed tree. Con questa versione, inoltre, Gamebryo si è dimostrato uno dei primi motori grafici in grado di avvalersi della tecnologia HDR. È inoltre in grado di utilizzare le librerie DirectX9 e DirectX10.
Piattaforme compatibili con Gamebryo 2.6:
| Gamebryo 2.6  |
| ------------- |
| Windows       |
| PlayStation 3 |
| Xbox 360      |
| Nintendo Wii  |

Giochi che utilizzano Gamebryo 2.6:
| Titolo                                | Anno | Piattaforma/e     | Sviluppo               | Pubblicazione              |
| ------------------------------------- | ---- | ----------------- | ---------------------- | -------------------------- |
| The Elder Scrolls IV: Oblivion        | 2006 | PC, Xbox 360, PS3 | Bethesda Softworks     | Bethesda Softworks         |
| The Guild 2                           | 2006 | PC                | 4Head Studios          | Deep Silver                |
| Sid Meier's Railroads!                | 2006 | PC                | Firaxis                | 2K Games                   |
| Wildlife Park 2                       | 2006 | PC                | Deep Silver            | B-Alive                    |
| Empire Earth III                      | 2007 | PC                | Mad Doc Software       | Vivendi Universal Games    |
| Fallout 3                             | 2008 | PC, Xbox 360, PS3 | Bethesda Softworks     | Bethesda Softworks         |
| Warhammer Online: Age of Reckoning    | 2008 | PC                | Mythic Entertainment   | Electronic Arts            |
| Fallout: New Vegas                    | 2010 | PC, Xbox 360, PS3 | Obsidian Entertainment | Bethesda Softworks         |
| Disney Epic Mickey                    | 2010 | Wii               | Junction Point Studios | Disney Interactive Studios |
| El Shaddai: Ascension of the Metatron | 2011 | Xbox 360, PS3     | Ignition Entertainment | Konami                     |

### Versione 4.0
È stata ufficialmente annunciata nel marzo del 2012, la beta di questa nuova versione del Gamebryo.